# قائمة المناطق الحضرية في ولاية إنديانا
في عام 2016، كان في ولاية إنديانا أربع مدن يبلغ عدد سكانها أكثر من 100,000: إنديانابوليس، فورت واين، إيفانسفيل وساوث بند. وكان من بين أبرز عشر مدن في الولاية: كارمل، فيشرز، بلومنغتون (إنديانا)، هاموند، غاري (إنديانا) ولافاييت (إنديانا).
يبلغ عدد سكان مدينة إنديانابوليس أكثر من 860,000 نسمة وكان هناك أكثر من مليوني شخص يعيشون في المنطقة الحضرية في انديانابوليس في عام 2016. خلال نفس الفترة الزمنية، كان عدد سكان مدينة فورت واين حوالي ثلث مساحة إنديانابوليس حوالي ما يقرب من 264000 شخص + 430,000 في منطقة العاصمة. المدينتان الأخريان اللتان يزيد عدد سكانهما عن 100,000 نسمة، إيفانسفيل وجنوب بيند، كان لديهما حوالي 269,000 شخص يعيشون في المناطق الحضرية.
فيما يلي قائمة المناطق الحضرية في ولاية إنديانا مع تقديرات السكان من عام 2010 حتى عام 2015.

## قائمة المناطق الحضرية في ولاية إنديانا
| المدينة                                        | التقديرات السكانية اعتبارا من 1 يوليو | التقديرات السكانية اعتبارا من 1 يوليو | التقديرات السكانية اعتبارا من 1 يوليو | التقديرات السكانية اعتبارا من 1 يوليو | التقديرات السكانية اعتبارا من 1 يوليو | التعداد السكاني |
| المدينة                                        | 2010                                  | 2011                                  | 2012                                  | 2013                                  | 2014                                  | 2015            |
| ---------------------------------------------- | ------------------------------------- | ------------------------------------- | ------------------------------------- | ------------------------------------- | ------------------------------------- | --------------- |
| بلومنغتون (إنديانا)                            | 160,140                               | 161,712                               | 162,673                               | 163,110                               | 164,466                               | 165.066         |
| كولومبوس (إنديانا)                             | 76,845                                | 77,626                                | 78,921                                | 79,491                                | 80,182                                | 81,011          |
| إلخارت – غوشين                                 | 197.473                               | 198,495                               | 199,172                               | 200,354                               | 201,609                               | 203,284         |
| إيفانسفيل                                      | 311,815                               | 312,666                               | 313,561                               | 314,590                               | 315,227                               | 315,713         |
| فورت واين                                      | 416,913                               | 419,811                               | 421,749                               | 424,291                               | 426,613                               | 429,372         |
| غاري (إنديانا)                                 | 708,280                               | 707,782                               | 706,378                               | 705,357                               | 705,475                               | 702,783         |
| إنديانابوليس – كارمل - مدينة اندرسون (انديانا) | 1,892,652                             | 1,910,347                             | 1,928,964                             | 1,953,043                             | 1,971,060                             | 1,986,542       |
| كوكومو (إنديانا)                               | 82,727                                | 82,856                                | 82,914                                | 82,840                                | 82,939                                | 82,581          |
| لافاييت (إنديانا)                              | 202,083                               | 204,469                               | 207,371                               | 210,074                               | 212,141                               | 214,305         |
| ميشيغان سيتي – لا بورت                         | 111,454                               | 111,202                               | 111,201                               | 111,323                               | 111,665                               | 110,762         |
| مونسي (إنديانا)                                | 117,690                               | 117,872                               | 117,090                               | 116,989                               | 116,612                               | 116,019         |
| ساوث بند – ميشاواكا                            | 318,979                               | 319,189                               | 318,662                               | 318,820                               | 319,433                               | 319,799         |
| تير هوت                                        | 172,298                               | 172,515                               | 175,150                               | 171,990                               | 171,283                               | 170,754         |

## وصلات خارجية
- Indiana Municipal Governments

قالب:Indiana